# Simplizial angereicherte Kategorie
Eine simplizial angereicherte Kategorie (oft auch kurz simpliziale Kategorie, obwohl es dabei zu Verwechselungen kommen kann) ist im mathematischen Teilgebiet der Kategorientheorie eine über der Kategorie der simplizialen Mengen angereicherte Kategorie. In der höheren Kategorientheorie können diese als eine mögliche Modellierung von ∞-Kategorien benutzt werden. Zu anderen Möglichkeiten gehören simpliziale Mengen, topologische Kategorien, Segal-Räume und Segal-Kategorien.

## Definition
Eine simplizial angereicherte Kategorie {\displaystyle {\mathcal {C}}} ist eine lokal kleine über der Kategorie {\displaystyle \mathbf {sSet} } der simplizialen Mengen angereicherte Kategorie, also vereinfacht dass für alle Objekte {\displaystyle X,Y\in \operatorname {Ob} {\mathcal {C}}} die Hom-Mengen {\displaystyle \operatorname {Hom} _{\mathcal {C}}(X,Y)} jeweils simpliziale Mengen sind (also in {\displaystyle \operatorname {Ob} \mathbf {sSet} } liegen) und die durch Komposition auf diesen induzierte Morphismen auch Morphismen zwischen simplizialen Mengen sind (also in {\displaystyle \operatorname {Ar} \mathbf {sSet} } liegen). Die (nicht mehr lokal kleine) Kategorie der simplizial angereicherten Kategorien wird als {\displaystyle \mathbf {Cat} _{\mathbf {sSet} }} notiert.

## Beispiele
- {\displaystyle \mathbf {sSet} } ist selbst eine simplizial angereicherte Kategorie. Deren interner Hom-Funktor ist für simpliziale Mengen {\displaystyle Y,Z\in \operatorname {Ob} \mathbf {sSet} } gegeben durch:[2]
{\displaystyle \mathbf {Hom} _{\mathbf {sSet} }(Y,Z)_{n}:=\operatorname {Hom} (\Delta ^{n}\times Y,Z).}

## Verbindung zu topologischen Kategorien
Sei {\displaystyle \mathbf {cgHaus} } die Kategorie der kompakt generierten Hausdorff-Räume, dann bilden die geometrische Realisierung {\displaystyle |-|\colon \mathbf {sSet} \rightarrow \mathbf {cgHaus} } und der singuläre Funktor {\displaystyle \operatorname {Sing} \colon \mathbf {cgHaus} \rightarrow \mathbf {sSet} } eine Adjunktion {\displaystyle |-|\colon \mathbf {sSet} \leftrightarrows \mathbf {cgHaus} \colon \operatorname {Sing} } mit {\displaystyle |-|\dashv \operatorname {Sing} }. Beide Funktoren können auch auf sämtliche Hom-Mengen einer entsprechend angereicherten Kategorie angewendet werden. Eine simplizial angereicherte Kategorie {\displaystyle {\mathcal {C}}} erzeugt damit eine topologische Kategorie {\displaystyle |{\mathcal {C}}|} durch:
{\displaystyle \forall X,Y\in \operatorname {Ob} {\mathcal {C}}\colon \operatorname {Hom} _{|{\mathcal {C}}|}(X,Y):=|\operatorname {Hom} _{\mathcal {C}}(X,Y)|.}
Eine topologische Kategorie {\displaystyle {\mathcal {C}}} erzeugt damit eine simplizial angereicherte Kategorie {\displaystyle \operatorname {Sing} ({\mathcal {C}})} durch:
{\displaystyle \forall X,Y\in \operatorname {Ob} {\mathcal {C}}\colon \operatorname {Hom} _{\operatorname {Sing} ({\mathcal {C}})}(X,Y):=\operatorname {Sing} (\operatorname {Hom} _{\mathcal {C}}(X,Y)).}
Dadurch ergeben sich induzierte Funktoren und eine induzierte Adjunktion {\displaystyle |-|\colon \mathbf {Cat} _{\mathbf {sSet} }\leftrightarrows \mathbf {Cat} _{\mathbf {cgHaus} }\colon \operatorname {Sing} } mit {\displaystyle |-|\dashv \operatorname {Sing} }.

## Homotopiekategorie einer simplizial angereicherten Kategorie
Die Homotopiekategorie einer simplizial angereicherten Kategorie {\displaystyle {\mathcal {C}}} ist:
{\displaystyle \operatorname {Ob} \operatorname {Ho} ({\mathcal {C}})=\operatorname {Ob} {\mathcal {C}}}
{\displaystyle \forall X,Y\in \operatorname {Ob} {\mathcal {C}}=\operatorname {Ob} \operatorname {Ho} ({\mathcal {C}})\colon \operatorname {Hom} _{\operatorname {Ho} ({\mathcal {C}})}(X,Y)=\pi _{0}\operatorname {Hom} _{\mathcal {C}}(X,Y)\cong \pi _{0}|\operatorname {Hom} _{\mathcal {C}}(X,Y)|}
Dabei sind {\displaystyle \pi _{0}\colon \mathbf {sSet} \rightarrow \mathbf {Set} } die Zusammenhangskomponenten einer simplizialen Menge und {\displaystyle \pi _{0}\colon \mathbf {cgHaus} \rightarrow \mathbf {Set} } die Wegzusammenhangskomponenten eines topologischen Raumes, wobei {\displaystyle \pi _{0}=\pi _{0}\circ |-|}.
Zusammen mit der Homotopiekategorie einer topologischen Kategorie ist diese Operation verträglich mit den obigen Umwandlungen von topologischen und simplizial angereicherten Kategorien ineinander: Für eine topologische Kategorie {\displaystyle {\mathcal {C}}} gibt es also einen kanonischen Isomorphismus {\displaystyle \operatorname {Ho} ({\mathcal {C}})\cong \operatorname {Ho} (\operatorname {Sing} ({\mathcal {C}}))} und für eine simplizial angereicherte Kategorie {\displaystyle {\mathcal {C}}} gibt es also einen kanonischen Isomorphismus {\displaystyle \operatorname {Ho} ({\mathcal {C}})\cong \operatorname {Ho} (|{\mathcal {C}}|)}.